# Jder
Jderul  este un gen de animale carnivore arboricole sau terestre din familia Mustelidae, cuprinzând opt specii răspândite în Europa, Asia (vestul Siberiei, Japonia) și în America de Nord. Jderii au blană prețioasă, de culoare cafenie-aurie spre negricioasă, cu corpul de până la 61 cm lungime (cap + trunchi), iar coada de 15-30 cm lungime. Jderul flămânzilă sau glutonul, deși poartă denumirea de jder, face parte din alt gen decât jderul propriu-zis.
Uzual, jderul, de asemenea este și o denumire comună pentru toate speciile din genul Martes, care sunt asemănătoare cu dihorul sau nevăstuica.

## Descriere

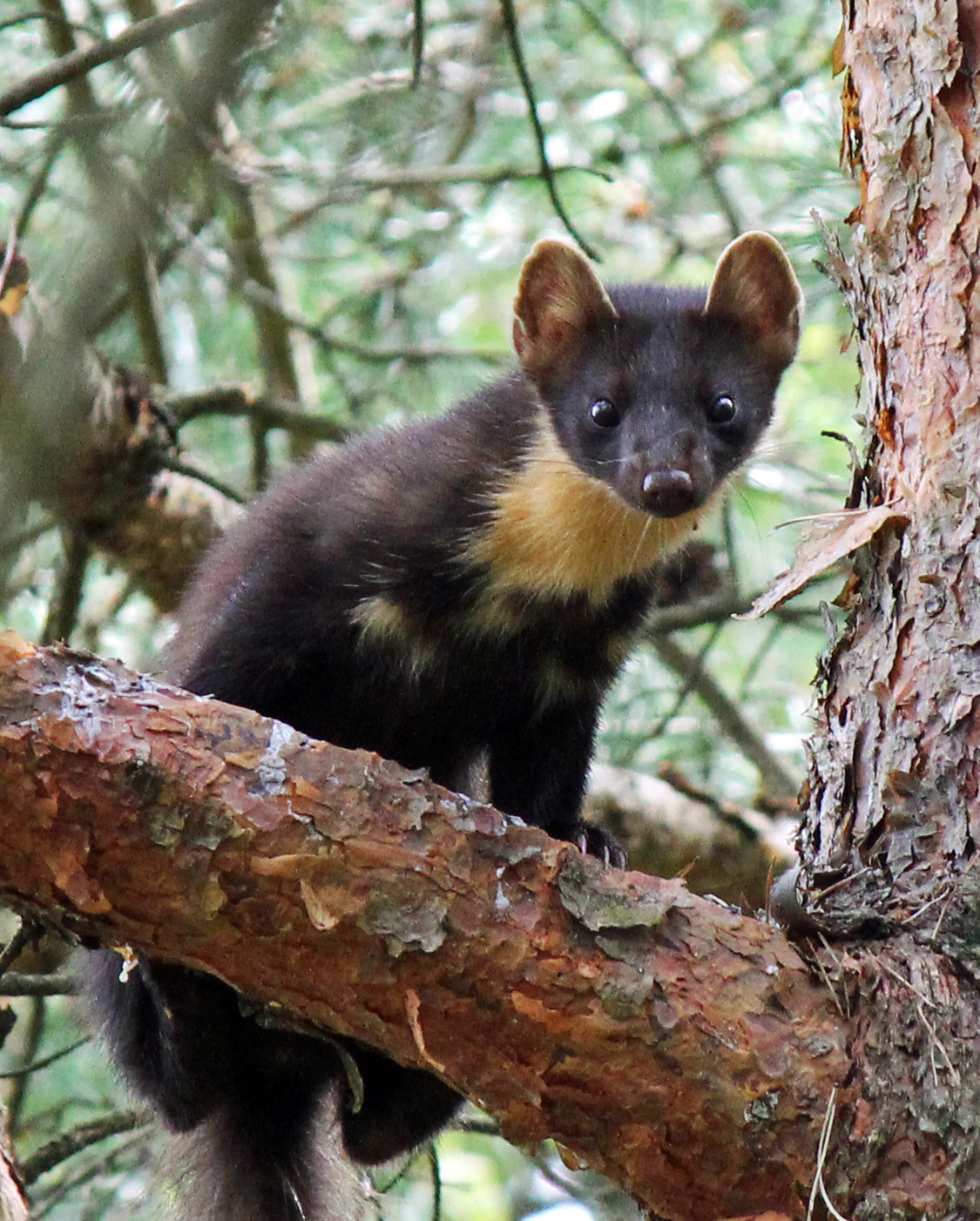
Jderul de copac (Martes martes)

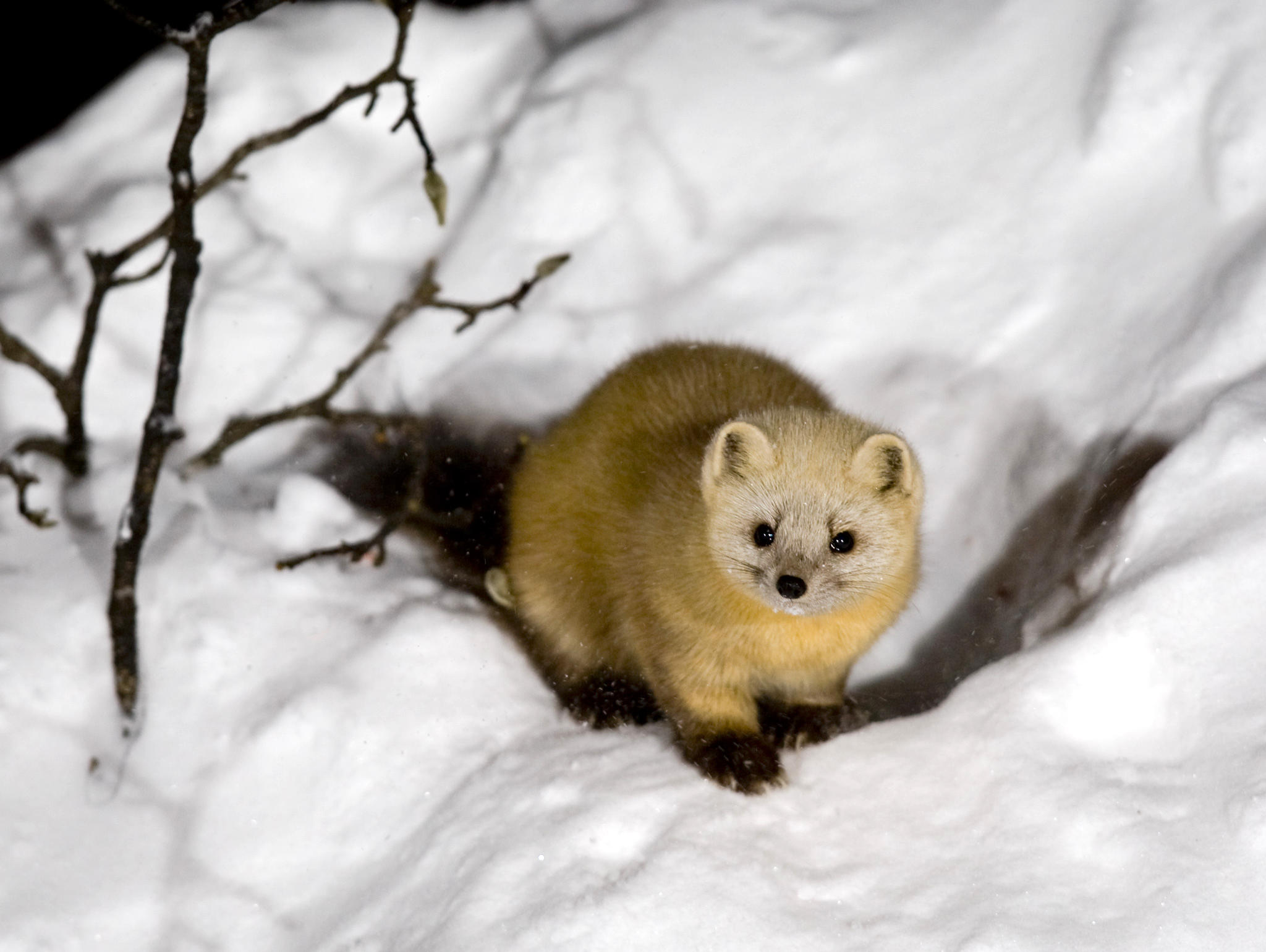
Jderul japonez (Martes melampus)

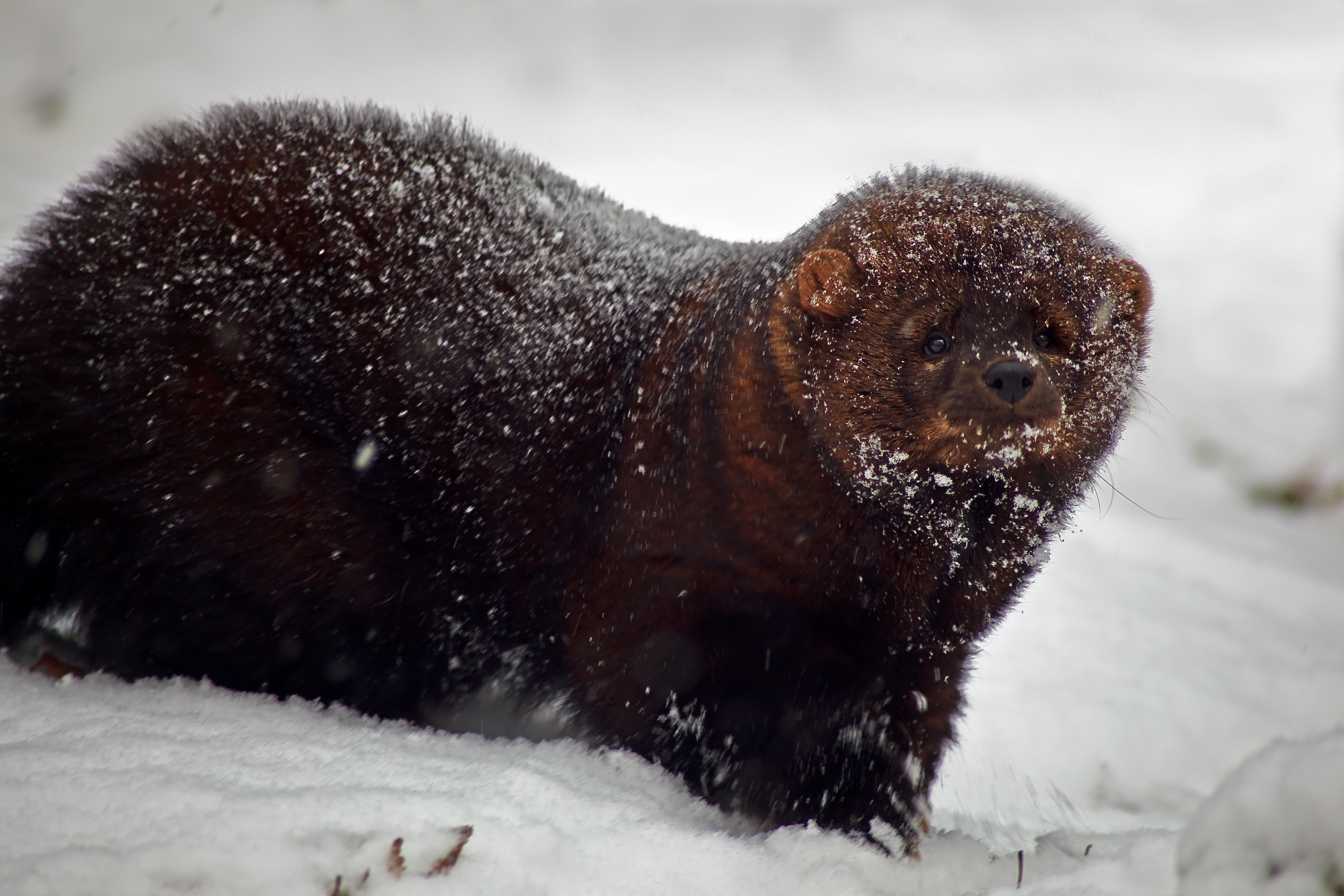
Jderul pescar (Martes pennanti)

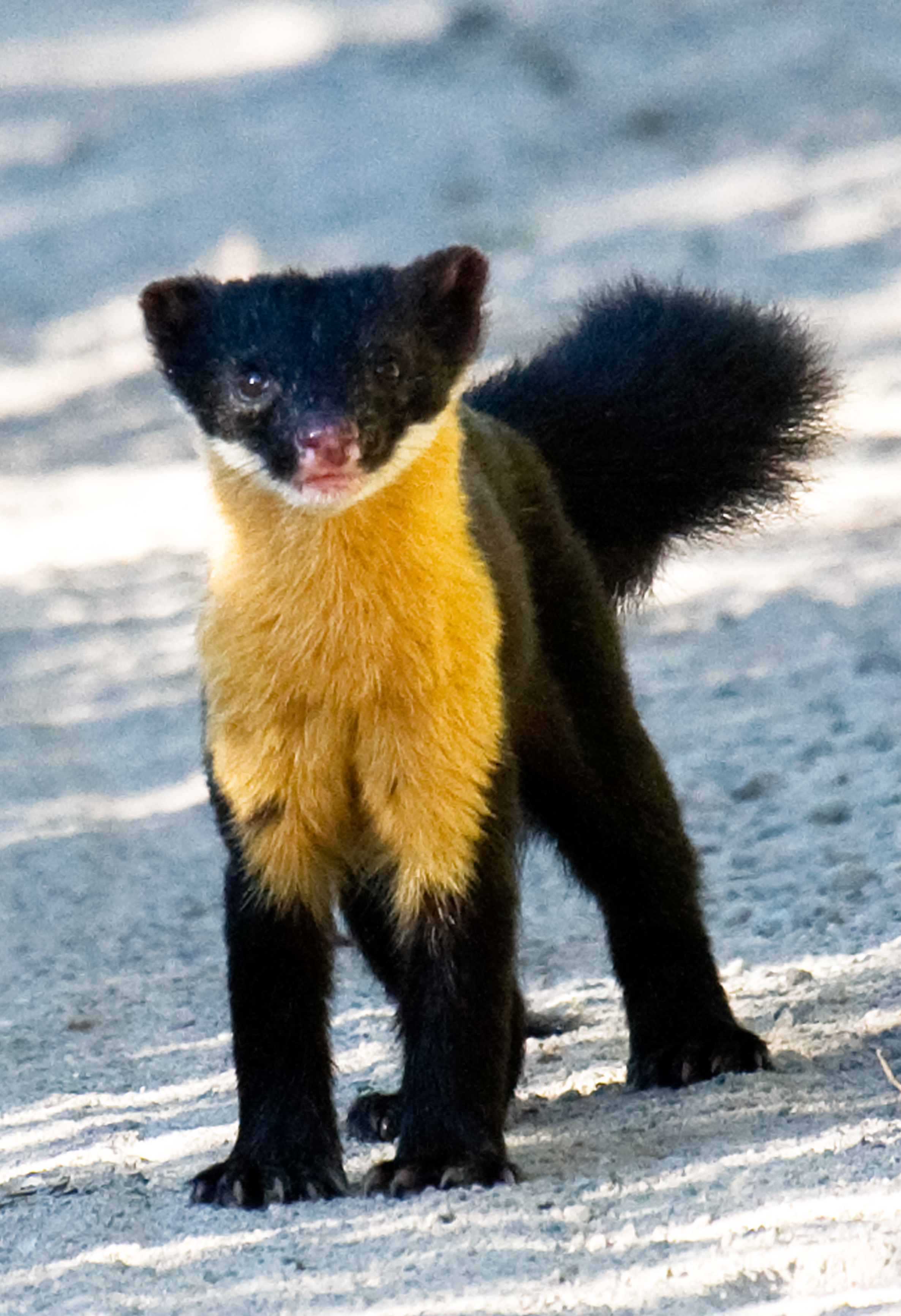
Jderul nilgirian (Martes gwatkinsii)

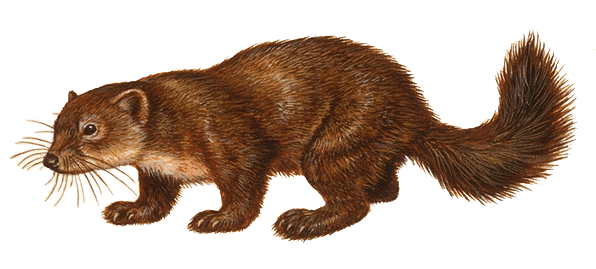
Samurul (Martes zibellina)

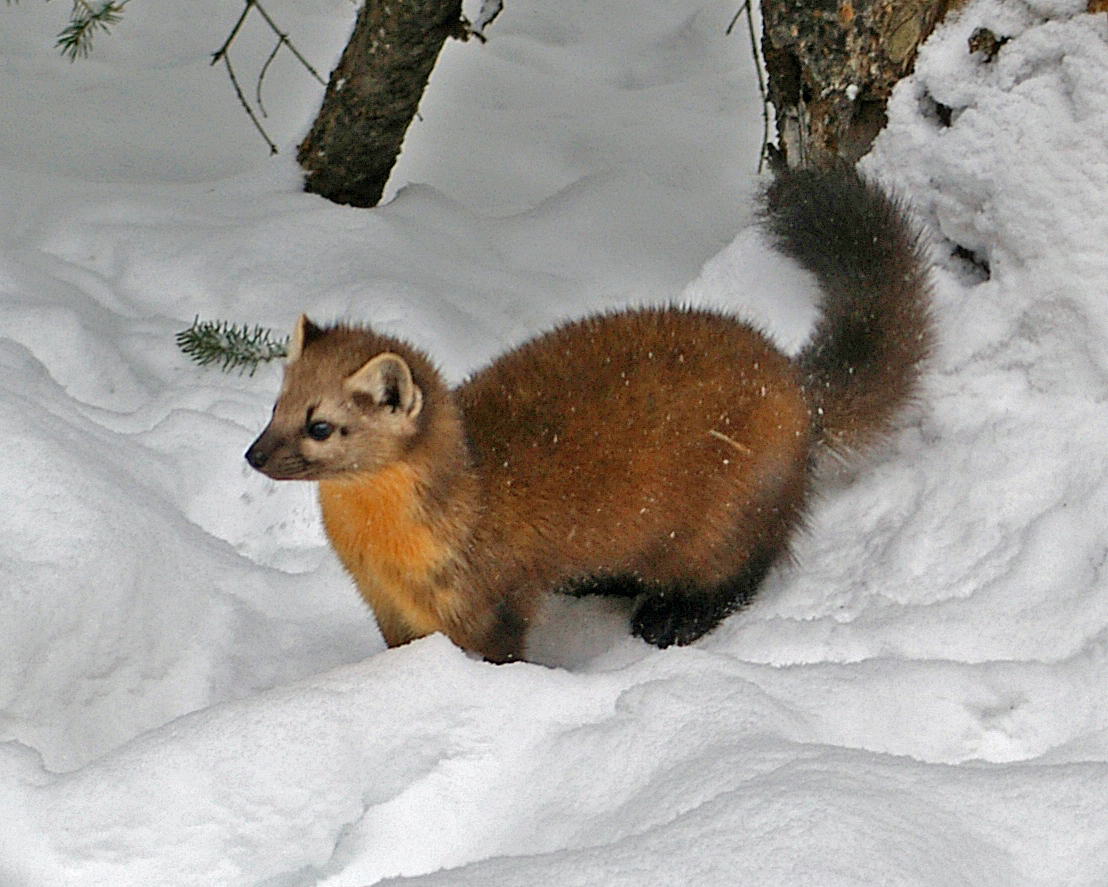
Jderul american (Martes americana)

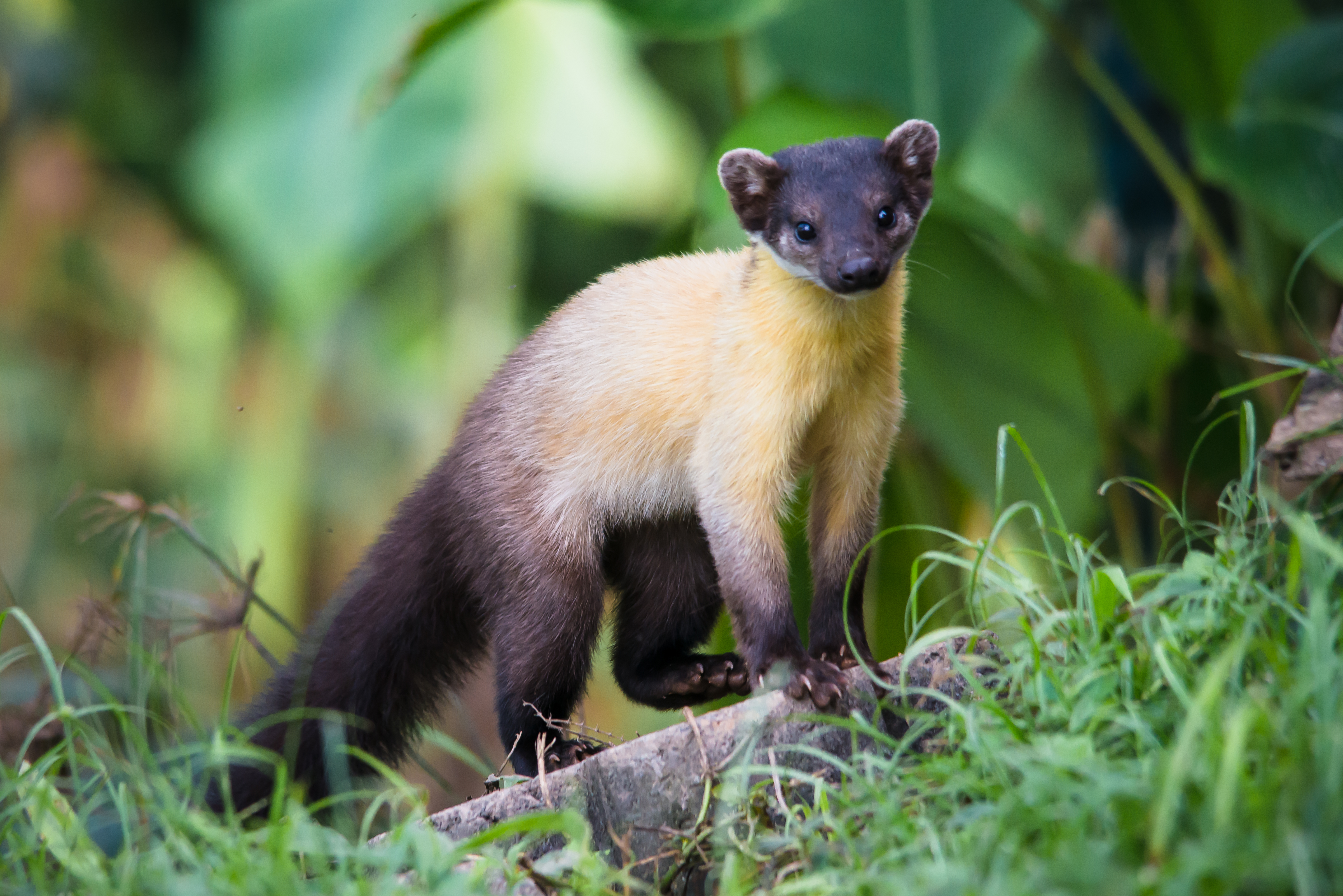
Jderul cu gâtul galben (Martes flavigula)

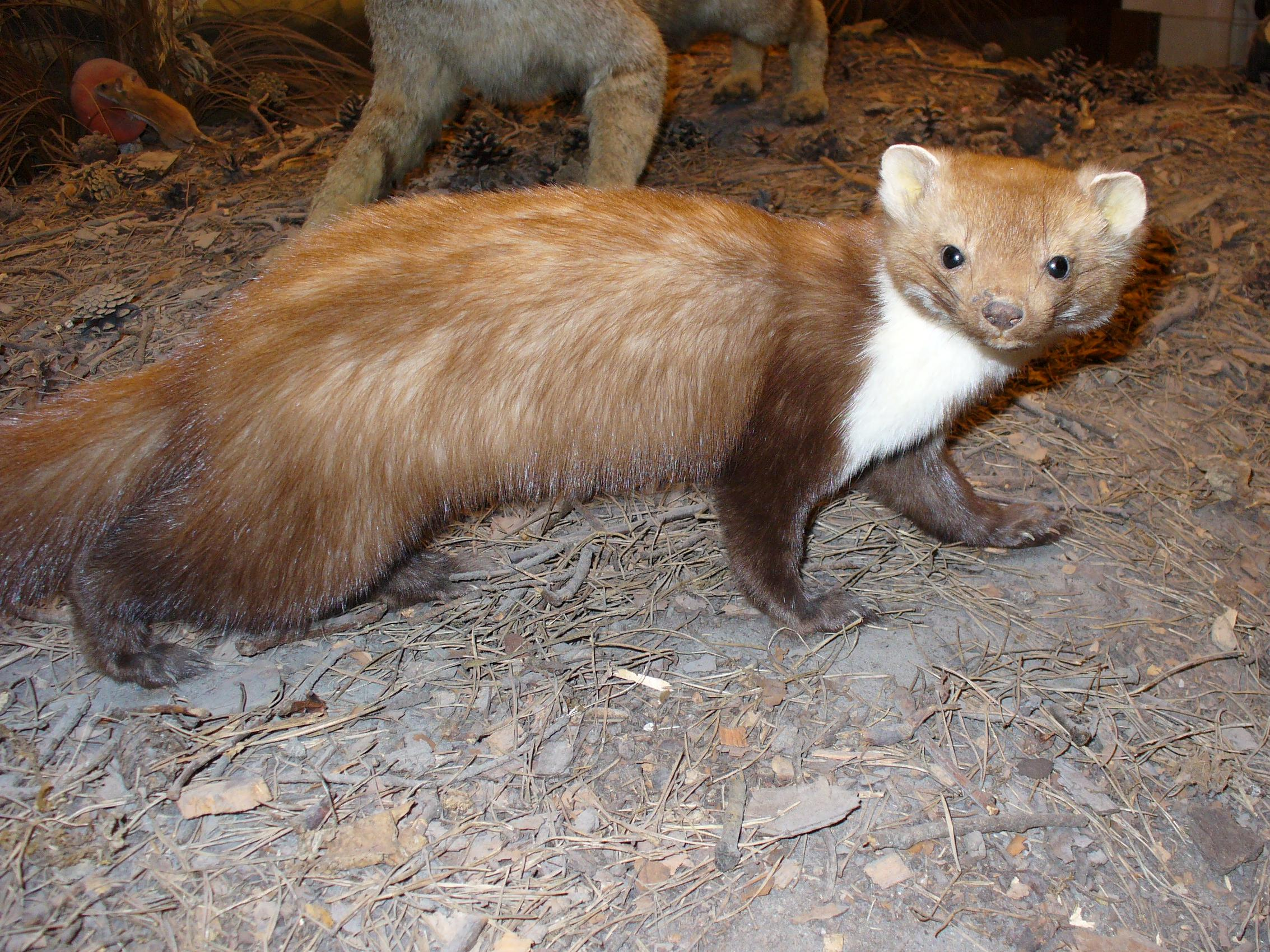
Jderul de piatră (Martes foina)

Au o lungime (cap + trunchi) de 34-61 cm; iar coada de 15-30 cm și o greutate de 0,680-2 kg. Longevitatea = 5-10 ani.
Corpul este alungit, zvelt, mlădios. Capul este relativ mare; botul ascuțit. Urechile sunt destul de mari, de formă triunghiulară, cu un vârf rotunjit. Coada lungă și stufoasă; lungimea sa este de aproximativ ½-⅔ din lungimea corpului + capului. 
Jderii au o blană de culoare cafenie-aurie spre negricioasă, mai închisă pe picioare și pe vârful cozii; pieptul este gălbui, portocaliu sau alb.
Craniul este îngust și alungit. Formula dentară: I 3/3, C 1/1, P 4/4, M 1/2 = 38. Ultimul premolar și molar superior sunt alungiți transversal.
Sunt animale digitigrade terestre sau arboricole, cu degete scurte, care la picioarele posterioare sunt în parte unite prin membrane. Ghearele, adesea retractile pe jumătate, sunt scurte, ascuțite și curbate. 

## Comportament
Jderii sunt animale grațioase, solitare, care sunt active atât ziua, cât și noaptea, inclusiv și în timpul iernii. Cu toate acestea, când vremea este nefavorabilă, jderii pot sta retrași în ascunzișurile din scorburi și sub trunchiuri 1-2 zile; uneori, ei migrează la altitudini mai coborâte din regiunile muntoase. 
Sunt mamifere arboricole, cea mai mare parte a timpului o petrec în arbori, dar coboară și pe sol. Noaptea, în căutarea hranei, jderii pot parcurge distanțe de 16 km depărtare de culcușurile lor.

## Hrana
Jderii vânează singuri. Sunt specii preponderent carnivore, dar care consumă frecvent și fructe. Se hrănesc cu șoareci, șobolani, iepuri, veverițe, pârși, șopârle, păsări (fazani, păsări de curte etc) și chiar iezi de căprioară mici de câteva zile. Consumă însă și broaște, pești, melci, insecte, ouă de pasăre, fructe dulci și zemoase, vâsc, miere, iar atunci când sunt înfometați jderii consumă și cadavre.
Jderul de piatră (Beica) face mari daune printre păsările de casă, făcând adevărate masacre printre ele. Omoară una după alta găinile, le taie capul ca și când le-ar fi retezat cu un cuțit, le soarbe doar sângele, și le mănâncă creierii, abia de mai gustă altceva din ele. După ce a făcut o adevărată hecatombă și s-a săturat de sânge, uneori se culcă și doarme în mijlocul orătăniilor omorâte de el. 

## Reproducerea
Împerecherea are loc vara, dar din cauza implantării întârziate a ovulelor fecundate, gestația durează 220-290 de zile, astfel că femelele fată abia în primăvara următoare, prin martie-aprilie, câte 1-5 pui golași și orbi, care cântăresc 28 g fiecare. 
Puii după 7 săptămâni se acoperă cu blană și după 3 luni ating greutatea adulților și devin independenți. Femelele se pot reproduce din primul an. 

## Importanța
Jderii din nordul Europei și din Asia au o blană prețioasă de culoare închisă, care a fost mult timp utilizată la confecționarea hainelor de foarte mare valoare. În trecut, jderii erau de mare interes vânătoresc, astăzi se vânează doar în zonele de munte.

## Sistematică
Genul Martes cuprinde 8 specii, dintre care 6 în Lumea Veche și 2 în Lumea Nouă. Speciile se deosebesc prin mărime și culoare. 
- Jderul american (Martes americana), este răspândit din Alaska și Canada până în nordul Californiei și în Nevada (S.U.A.)
- Jderul cu gâtul galben (Martes flavigula), este răspândit în estul Rusiei, Peninsula Coreea, China, în nord-vestul Pakistanului, apoi în Insulele Taiwan, Sumatera, Java și Kalimantan.
- Jderul de piatră sau pietrarul, beica  (Martes foina), este răspândit în Europa centrală, de sud și răsăriteană, până în Himalaya și Tibet, Mongolia și China; în România, în regiunile colinare și montane, cu stâncării
- Jderul nilgirian (Martes gwatkinsii), este răspândit în sudul Indiei  (în munții Nilgiri).
- Jderul de copac sau jderul de pădure, jderul de scorbură  (Martes martes), este răspândit din Anglia traversînd Europa pînă în vestul Siberiei, iar la sudul Europei, în Insulele Corsica, Sardinia, Sicilia, apoi în Munții Caucaz și Elburs; în România, în pădurile de foioase și mai rar în cele de conifere.
- Jderul japonez (Martes melampus), este răspândit în insulele japoneze: Honshu, Kyushu, Shikoku, Tsushima și introdus în insula Sado, apoi în sudul Peninsulei Coreea și în partea răsăriteană a Chinei
- Jderul pescar sau jderul pescăresc (Martes pennanti), este răspândit din nord-vestul Canadei (statui Yukon) până în Quebec, iar în S.U.A., din nordul Munților Stâncoși spre răsărit, de-a lungul coastei Oceanului Atlantic, până în statul Carolina de Nord.
- Samurul sau zibelina (Martes zibellina), este originară din Peninsula Scandinavă, Finlanda și vestul Poloniei, astăzi se mai găsesc din Munții Urali până în Kamceatka și Insula Sahalin (Rusia), apoi în Mongolia, nord-estul Chinei, nordul Peninsulei Coreea și Insula Hokkaido (Japonia).

## Specii din România și Republica Moldova
În România și Republica Moldova trăiesc 2 specii de jderi
- Jderul de piatră sau pietrarul, beica (Martes foina)
- Jderul de copac sau jderul de pădure, jderul de scorbură (Martes martes)